# Papere e conigli
Papere e conigli (Duck! Rabbit, Duck!) è un film del 1953 diretto da Chuck Jones. È un cortometraggio d'animazione della serie Merrie Melodies, uscito negli Stati Uniti il 3 ottobre 1953. Il film è il terzo episodio della "trilogia della caccia", dopo Il coniglio focoso (1951) e Il coniglio che la sa lunga (1952), ed è l'unico dei tre in cui Bugs non pratica il crossdressing. Uscì al cinema col titolo Caccia aperta.

## Trama
Daffy Duck rimuove e brucia tutti i cartelli che annunciano l'apertura della caccia alle anatre, usandone altri per convincere Taddeo che è invece la stagione dei conigli e per attirarlo alla tana di Bugs Bunny. Quando Daffy fa uscire Bugs dalla tana, Taddeo afferma di volerlo trasformare in uno stufato; Bugs però gli dice di non essere un coniglio da stufato ma da fricassea, e che gli serve un'apposita licenza per cacciarlo. Dopo aver cercato invano di convincere Taddeo che Bugs lo sta imbrogliando, Daffy redige una licenza per cacciare anatre da fricassea (poiché chiede a Bugs lo spelling di "fricassea") e Taddeo gli spara. Questo porta a una lunga routine che vede Bugs esporre vari cartelli di "stagione" per corrispondere a ogni espressione figurativa con cui Daffy si definisce (nell'ordine, "capra", "sporco imbroglione", "piccione" e "mangusta"), con Taddeo che spara a Daffy ogni volta. Dopo ogni colpo, l'irritato Daffy è costretto a rimettersi a posto il becco.
Bugs quindi si traveste da anatra. Daffy (che ha istruito Taddeo a non prestare attenzione ai cartelli e fare solo ciò che lui gli dice) lo vede e ordina a Taddeo di sparare all'anatra, venendo colpito lui stesso. A questo punto Daffy fa una scenata isterica a Taddeo e se ne va. Taddeo, totalmente confuso, incontra Bugs travestito da guardiacaccia e lo implora di dirgli quale stagione è aperta, al che Bugs gli dice che è la stagione del baseball. A queste parole, Taddeo perde del tutto la ragione e si allontana sparando a una palla da baseball che Bugs gli lancia. Quindi, Bugs chiede a Daffy che stagione di caccia è aperta. Daffy risponde con noncuranza che è la stagione delle anatre e finisce per essere colpito da diversi cacciatori che si nascondono dietro le rocce.

## Distribuzione

### Edizione italiana
Il corto arrivò in Italia direttamente in televisione negli anni ottanta. Il doppiaggio fu eseguito dalla Effe Elle Due e diretto da Franco Latini su dialoghi di Maria Pinto, i quali in alcuni punti ignorano gli originali. Inoltre non fu usata la colonna internazionale, rimuovendo musica ed effetti sonori durante le scene di dialogo. Il corto fu poi ridoppiato dalla C.D.C. su dialoghi più corretti per la distribuzione nei cinema, il 23 ottobre 1992, abbinato ad Arma letale 3. Nel 1999 il corto fu nuovamente ridoppiato dalla Time Out Cin.ca sotto la direzione di Massimo Giuliani per la trasmissione televisiva. I dialoghi, ad opera di Susanna e Leonardo Piferi, sono più corretti di quelli del primo doppiaggio, ma non sono esenti da errori; ad esempio, la parola "mongoose" ("mangusta") fu lasciata in inglese, mentre nella prima edizione era stata sostituita da "uccello del paradiso" e nella seconda era stata tradotta correttamente.

### Edizioni home video

#### VHS
America del Nord
- Bugs Bunny's Wacky Adventures (1985)

Italia
- Bugs Bunny's Wacky Adventures (1986)
- Bugs Bunny n. 3 (ottobre 1991)
- Arma letale 3 (settembre 1993)

#### Laserdisc
- Duck Victory: Daffy Duck's Screen Classics (1993)

#### DVD e Blu-ray Disc
Il corto fu pubblicato in DVD-Video in America del Nord nel primo disco della raccolta Looney Tunes Golden Collection: Volume 3 (intitolato Bugs Bunny Classics) distribuita il 25 settembre 2005, dove è visibile anche con un commento audio di Eric Goldberg e con la colonna internazionale. Fu poi incluso (nuovamente con le tracce audio alternative) nel secondo disco della raccolta Blu-ray Disc e DVD Looney Tunes Platinum Collection: Volume Two, uscita in America del Nord il 16 ottobre 2012.

## Accoglienza
Nel suo commento audio, Eric Goldberg cita il cortometraggio come il suo preferito nella trilogia della caccia, elogiando l'ambientazione innevata che "rende l'azione molto più pulita". Nel 2010 il film fu selezionato per l'inclusione nel libro di Jerry Beck The 100 Greatest Looney Tunes Cartoons; in tale occasione lo storico dell'animazione David Gerstein scrisse che "dove alcuni cartoni animati con il Daffy cattivo falliscono, Papere e conigli ha successo perché l'esagerazione del ruolo del cattivo si fonde perfettamente con l'esagerazione di Bugs, quella di Taddeo – e l'esagerazione della logica del cartone animato. Papere e conigli è un cartone animato la cui intera atmosfera è derivata dallo spingere le gag oltre i limiti convenzionali dei Looney Tunes".